# Grontardo
Grontardo är en ort och kommun i provinsen Cremona i regionen Lombardiet i Italien. Kommunen hade 1 487 invånare (2018).